# Hauptwerke der karolingischen Buchmalerei
Als Hauptwerke der karolingischen Buchmalerei werden illuminierte Manuskripte angesehen, die in karolingischer Zeit entstanden und in der kunstgeschichtlichen Literatur als Werke von besonderem künstlerischem Rang eingestuft werden. Allerdings gibt es in der kunstgeschichtlichen Literatur keine allgemein akzeptierten Kriterien, nach denen eine Handschrift als Hauptwerk der karolingischen Buchmalerei zu gelten habe, so dass die hier vorgestellte Auswahl auch als „willkürlich“ bezeichnet werden kann.
Das erste als karolingisch zu bezeichnende Werk ist das Godescalc-Evangelistar, das zwischen 781 und 783 im Auftrag Karls des Großen entstand. Bis dahin hatten sich die merowingische und die insulare Buchmalerei bruchlos fortgesetzt. Ausgangspunkt der karolingischen Buchmalerei war die sogenannte „Hofschule Karls des Großen“ an der Aachener Königspfalz, der die Manuskripte der sogenannten „Ada-Gruppe“ zugeordnet werden. Gleichzeitig und wahrscheinlich am gleichen Ort existierte die sogenannte „Palastschule“, deren Künstler wohl aus Byzanz oder dem byzantinisch geprägten Italien stammten. Die Codices dieser Schule werden nach ihrer Leithandschrift auch „Gruppe des Wiener Krönungsevangeliars“ genannt; zu ihr gehören auch die Evangeliare in Aachen, Xanten und Kleve. Nach dem Tod Karls des Großen verlagerte sich das Zentrum der Buchmalerei nach Reims, Tours und Metz. Dominierte zu Zeiten Karls die Hofschule, so wurden in den späteren Zentren der Buchkunst stärker die Werke der Palastschule rezipiert. Die Blütezeit der karolingischen Buchmalerei endete im späten 9. Jahrhundert. In spätkarolingischer Zeit entwickelte sich eine „franko-sächsische Schule“, die wieder verstärkt Formen der älteren insularen Buchmalerei aufnahm, bevor mit der ottonischen Buchmalerei ab Ende des 10. Jahrhunderts eine neue Epoche einsetzte.

## Liste der Handschriften
| Abbildung | Bezeichnung                                                                            | Datierung                                            | Lokalisierung, Malschule                                                            | Inhalt | Signatur                                                                                            |
| --- | -------------------------------------------------------------------------------------- | ---------------------------------------------------- | ----------------------------------------------------------------------------------- | --- | --------------------------------------------------------------------------------------------------- |
| | Godescalc-Evangelistar                                                                 | zwischen 781 und 783                                 | Aachen (?)                                                                          | Evangelistar; sechs ganzseitige Miniaturen, ornamentaler Schmuck, Initialen und Zierseiten; geschrieben mit goldener und silberner Tinte auf purpurgefärbtem Pergament                 | Paris, Bibliothèque nationale, Ms. nouv. acq. lat. 1203                                             |
| | Psalter von Montpellier                                                                | vor 788                                              | Mondsee                                                                             | Psalter; zwei ganzseitige Miniaturen, 165 größere und 2000 kleine Initialen | Montpellier, Bibliothèque Interuniversitaire, Section Médicine, Ms. 409                             |
| | Ada-Handschrift                                                                        | um 790, zweiter Teil Anfang 9. Jahrhundert           | Aachen, Ada-Gruppe (Hofschule Karls des Großen)                                     | Evangeliar | Trier, Stadtbibliothek, Cod. 22                                                                     |
| | Evangeliar aus Saint-Martin-des-Champs oder Evangeliar der Pariser Arsenal-Bibliothek  | um 790                                               | Aachen, Ada-Gruppe (Hofschule Karls des Großen)                                     | Evangeliar | Paris, Bibliothèque de l’Arsenal, Ms. 599                                                           |
| | Dagulf-Psalter                                                                         | vor 795                                              | Aachen, Ada-Gruppe (Hofschule Karls des Großen)                                     | Psalter | Wien, Österreichische Nationalbibliothek, Ms. 1861                                                  |
| | Evangeliar von Saint-Riquier, auch Evangeliar aus Centula oder Evangeliar in Abbeville | Ende des 8. Jahrhunderts                             | Aachen, Ada-Gruppe (Hofschule Karls des Großen)                                     | Evangeliar | Abbeville, Bibliothèque municipale, Ms. 4                                                           |
| | Krönungsevangeliar oder Reichsevangeliar                                               | kurz vor 800                                         | Aachen (?), Gruppe des Wiener Krönungsevangeliars („Palastschule Karls des Großen“) | Evangeliar; vier ganzseitige Evangelistenbilder, 16 Kanontafeln; geschrieben mit goldener und silberner Tinte auf purpurgefärbtem Pergament                                            | Wien, Kunsthistorisches Museum, Schatzkammer Inv. XIII 18                                           |
| | Livinus-Evangeliar                                                                     | um 800                                               | Abtei Saint-Amand (?)                                                               | Evangeliar; 18 Kanontafeln, 2 (ursprünglich vier) Evangelistenbilder; Incipit- und Initialseiten                                                                                       | Gent, Sint-Baafskapittel, Ms. 13                                                                    |
| | Evangeliar Karls des Großen                                                            | um 800                                               | Aachen, Umfeld der Hofschule Karls des Großen                                       | Evangeliar | München, Universitätsbibliothek, Cim. 1 (= 2° Cod. ms. 29)                                          |
| | Hiltfred-Evangeliar                                                                    | 801/825                                              | Frankreich                                                                          | Evangeliar | Köln, Erzbischöfliche Diözesan- und Dombibliothek, Dom Hs. 13                                       |
| | Schatzkammer-Evangeliar                                                                | Anfang des 9. Jahrhunderts                           | Aachen (?), Gruppe des Wiener Krönungsevangeliars („Palastschule Karls des Großen“) | Evangeliar | Aachen, Domschatzkammer, Inv.-Nr. 4                                                                 |
| | Xantener Evangeliar                                                                    | Anfang des 9. Jahrhunderts                           | Aachen (?), Gruppe des Wiener Krönungsevangeliars („Palastschule Karls des Großen“) | Evangeliar | Brüssel, Bibliothèque Royale, Ms. 18723                                                             |
| | Evangeliar aus Aachen                                                                  | Anfang des 9. Jahrhunderts                           | Aachen (?), Gruppe des Wiener Krönungsevangeliars („Palastschule Karls des Großen“) | Evangeliar | Brescia, Biblioteca Queriniana, Ms. E. II.9                                                         |
| | Cotton Claudius B.V.                                                                   | Anfang 9. Jahrhundert                                | Aachen, Ada-Gruppe (Hofschule Karls des Großen)                                     | 1731 bis auf ein Bild und zwei Textzeilen verbrannt. Eine einzige Miniatur mit einer Darstellung des Lukas 1, 8-13; Figuren vom italo-alpinen Typ.                                     | London, British Library, Cotton Clausius B.V.                                                       |
| | Trierer Apokalypse                                                                     | erstes Viertel des 9. Jahrhunderts                   | Westfrankenreich                                                                    | Apokalypse; 74 Illustrationen | Trier, Stadtbibliothek, Cod. 31                                                                     |
| | Lorscher Evangeliar                                                                    | um 810                                               | Aachen, Ada-Gruppe (Hofschule Karls des Großen)                                     | Evangeliar; sechs ganzseitige Miniaturen, 12 Kanontafeln; geschrieben mit goldener und silberner Tinte auf purpurgefärbtem Pergament                                                   | Bukarest, Rumänische Nationalbibliothek; Vatikanstadt, Biblioteca Apostolica Vaticana, Pal. lat. 50 |
| | Harley-Evangeliar                                                                      | um 800                                               | Aachen, Ada-Gruppe (Hofschule Karls des Großen)                                     | Evangeliar | London, British Library, Harley Ms. 2788                                                            |
| | Ebo-Evangeliar                                                                         | zwischen 816 und 835                                 | Reims                                                                               | Evangeliar | Épernay, Bibliothèque Municipale, Ms. 1                                                             |
| | Stuttgarter Psalter                                                                    | zwischen 820 und 830                                 | Saint-Germain-des-Prés                                                              | Psalter | Stuttgart, Württembergische Landesbibliothek, Cod. bibl. fol. 23                                    |
| | Utrechter Psalter                                                                      | um 825                                               | Reims                                                                               | Psalter; 166 Federzeichnungen | Utrecht, Universitätsbibliothek, Ms. 484                                                            |
| | Agrimensorencodex in der Vatikanstadt                                                  | um 825                                               | Aachen (?)                                                                          | Texte über Landvermessung | Vatikanstadt, Biblioteca Apostolica Vaticana, Pal. lat. 1564                                        |
| | Berner Physiologus                                                                     | zwischen 825 und 850                                 | Reims                                                                               | Physiologus; 25 gerahmte sowie 10 ungerahmte Miniaturen | Bern, Burgerbibliothek, Codex Bongarsianus 318                                                      |
| | Evangeliar aus Fleury                                                                  | zwischen 825 und 850                                 | Fleury                                                                              | Evangeliar; 15 Kanontafeln, 1 Miniatur (Hand Gottes mit den 4 Evangelistensymbolen) | Bern, Burgerbibliothek, Codex 348                                                                   |
| | Psalter Ludwigs des Deutschen                                                          | zweites Viertel des 9. Jahrhunderts                  | Saint-Omer                                                                          | Psalter | Berlin, Staatsbibliothek, Ms. theol. lat. fol. 58                                                   |
| | Evangeliar aus Saint Médard in Soissons                                                | vor 827                                              | Aachen, Ada-Gruppe (Hofschule Karls des Großen)                                     | Evangeliar; sechs ganzseitige Miniaturen und 12 Kanontafeln; geschrieben mit goldener und silberner Tinte auf purpurgefärbtem Pergament                                                | Paris, Bibliothèque nationale, Ms. lat. 8850                                                        |
| | Leidener Aratea                                                                        | zwischen 830 und 840                                 | Lotharingien (Aachen oder Metz)                                                     | lateinische Versbearbeitung der Phainomena des Aratos durch Claudius Caesar Germanicus mit Ergänzungen aus der Bearbeitung des Avienus; 35 ganzseitige Miniaturen (vier Bilder fehlen) | Leiden, Universitätsbibliothek, Voss. lat. Q 79                                                     |
| | Bamberger Alkuin-Bibel                                                                 | zwischen 834 und 843                                 | Tours                                                                               | Bibel | Bamberg, Staatsbibliothek, Msc. Bibl. 1                                                             |
| | Grandval-Bibel                                                                         | um 840                                               | Tours                                                                               | Bibel; vier ganzseitige Miniaturen | London, British Library, Add. Ms. 10546                                                             |
| | Codex Vaticanus Reginensis latinus 124                                                 | um 840                                               | Fulda                                                                               | Hrabanus Maurus: De laudibus sanctae crucis | Vatikanstadt, Biblioteca Apostolica Vaticana, Reg. lat. 124                                         |
| | Fuldaer Evangeliar                                                                     | um 840                                               | Fulda                                                                               | Evangeliar | Würzburg, Universitätsbibliothek, Mp. theol. fol. 66                                                |
| | Drogo-Sakramentar                                                                      | 842                                                  | Metz                                                                                | Sakramentar; 41 historisierte Initialen | Paris, Bibliothèque nationale, Ms. lat. 9428                                                        |
| | Bamberger Boëthius                                                                     | um 845                                               | Tours                                                                               | Boëthius: De institutione arithmetica libri II | Bamberg, Staatsbibliothek, Msc. Class. 5                                                            |
| Karl der Kahle (Bible de Vivien, dite Première Bible de Charles le Chauve Présentation du livre à l'empereur Saint-Martin de Tours, 845 BnF, Manuscrits, Latin 1 fol. 423).jpg | Vivian-Bibel oder Erste Bibel Karls des Kahlen                                         | 845/846                                              | Tours                                                                               | Bibel; acht ganzseitige Miniaturen, vier Kanontafeln, 87 Initialen | Paris, Bibliothèque nationale, Ms. lat. 1                                                           |
| | Gebetbuch Karls des Kahlen                                                             | zwischen 846 und 869                                 | Hofschule Karls des Kahlen                                                          | ältestes Königsgebetbuch; zwei ganzseitige Miniaturen, eine ganzseitige Schmuckinitiale                                                                                                | München, Schatzkammer der Residenz, ResMü. Schk0004-WL                                              |
| | Lothar-Evangeliar                                                                      | zwischen 849 und 851                                 | Tours                                                                               | Evangeliar; sechs Miniaturen, neun gerahmte Incipitseiten, zwölf Kanontafeln, 18 gerahmte Kapitelverzeichnisse sowie fünf Initialen                                                    | Paris, Bibliothèque nationale, Ms. lat. 266                                                         |
| | Evangeliar aus Prüm                                                                    | um 850                                               | Tours                                                                               | Evangeliar; fünf Miniaturen, Initialen, Kanontafeln und Zierseiten | Berlin, Staatsbibliothek, Ms. lat. fol. 733                                                         |
| | Evangeliar aus Kleve oder Evangeliar Kaiser Lothars                                    | vor 852                                              | Aachen, Hofschule Kaiser Lothars                                                    | Evangeliar | Berlin, Staatsbibliothek, Ms. lat. fol. 260                                                         |
| | Terenz-Handschrift in der Vatikanstadt                                                 | zweite Hälfte des 9. Jahrhunderts                    | Reims                                                                               | Terenz: 6 Komödien; 148 Federzeichnungen | Vatikanstadt, Biblioteca Apostolica Vaticana, Vat. lat. 3868                                        |
| | Terenz-Handschrift in Paris                                                            | zweite Hälfte des 9. Jahrhunderts                    | Reims                                                                               | Terenz: Komödien; 148 Federzeichnungen | Paris, Bibliothèque nationale, Ms. lat. 7899                                                        |
| | Evangeliar Franz’ II.                                                                  | zweite Hälfte des 9. Jahrhunderts                    | Abtei Saint-Amand                                                                   | Evangeliar; 12 Kanontafeln, 4 Incipitseiten, 5 ganzseitige Initialen, 5 Miniaturen | Paris, Bibliothèque nationale, Ms. lat. 257                                                         |
| | Evangeliar aus St. Denis                                                               | zweite Hälfte des 9. Jahrhunderts                    | nördliches oder nordöstliches Frankenreich                                          | Evangeliar | Paris, Bibliothèque nationale, Ms. lat. 9387                                                        |
| | Goldener Psalter von St. Gallen                                                        | um 860 begonnen und zwischen 870 und 900 fortgesetzt | St. Denis (?) (Hofschule Karls des Kahlen), später in St. Gallen fortgeführt        | Psalter; zwei ganzseitige Miniaturseiten sowie 15 unregelmäßig verteilte ganz- oder halbseitige Illustrationen zu den Psalmentituli                                                    | St. Gallen, Stiftsbibliothek, Cod. Sang. 22                                                         |
| | Fragment eines Evangelistars                                                           | zweites Drittel des 9. Jahrhunderts                  | Reims                                                                               | Evangelistar | Düsseldorf, Universitäts- und Landesbibliothek, B. 113                                              |
| | Prudentius-Handschrift in Bern                                                         | drittes Drittel des 9. Jahrhunderts                  | Reichenau (?)                                                                       | Prudentius: Gedichte, 145 Blatt | Bern, Burgerbibliothek, Codex Bongarsianus 264                                                      |
| | Psalter Karls des Kahlen                                                               | nach 869                                             | St. Denis (?) (Hofschule Karls des Kahlen)                                          | Psalter | Paris, Bibliothèque Nationale, Ms. lat. 1152                                                        |
| | Sakramentar Karls des Kahlen oder Sakramentar von Metz                                 | um 870                                               | Metz oder St. Denis (?) (Hofschule Karls des Kahlen)                                | Sakramentar (Fragment, 10 Blätter); fünf ganzseitige Miniaturen und zwei Initialseiten                                                                                                 | Paris, Bibliothèque nationale, Ms. lat. 1141                                                        |
| | Codex aureus von St. Emmeram                                                           | 879                                                  | Brüder Beringar und Luithard, St. Denis (?) (Hofschule Karls des Kahlen)            | Evangeliar; 7 ganzseitige Miniaturen, 12 Kanontafeln, 10 Zierseiten | München, Bayerische Staatsbibliothek, Clm 14000                                                     |
| | Bibel von St. Paul oder Bibel Karls des Kahlen                                         | um 870                                               | St. Denis (?) (Hofschule Karls des Kahlen)                                          | Bibel; 24 (ursprünglich 25) Titelminiaturen, vier Kanontafeln, 35 Zierseiten, 91 Initialen; geschrieben mit goldener und silberner Tinte auf purpurgefärbtem Pergament                 | Rom, San Paolo fuori le mura, ohne Signatur.                                                        |
| | Folchart-Psalter                                                                       | um 870                                               | St. Gallen                                                                          | Psalter | St. Gallen, Stiftsbibliothek, Cod. Sang. 23                                                         |
| | Zweite Bibel Karls des Kahlen                                                          | zwischen 871 und 873                                 | Abtei Saint-Amand                                                                   | Bibel | Paris, Bibliothèque nationale, Ms. lat. 2                                                           |
| | Astronomisch-komputistisches Lehrbuch in Madrid                                        | Ende des 9. Jahrhunderts                             | Metz                                                                                | Unvollständige Kopie eines Astronomisch-komputistischen Lehrbuchs nach Vorlagen aus der Spätantike; 41 Illustrationen und 4 Darstellungen zu Positionen und Lauf der Sternbilder       | Madrid, Biblioteca Nacional, Cod. 3307                                                              |
| | Evangeliar in Prag                                                                     | spätes 9. Jahrhundert                                | Saint-Vaast                                                                         | Evangeliar; 15 Kanontafeln, acht Miniaturen, gerahmte Incipit- und Initialseiten | Prag, Kapitulni Knihovna, Cim. 2                                                                    |